# يوركديل (ساسكاتشوان)
يوركديل (بالإنجليزية: Bjorkdale, Saskatchewan)‏ هي قرية تقع في كندا في ساسكاتشوان. يقدر عدد سكانها بـ 199 نسمة ومساحتها 1.39 كم2 .